# 逍遙學派
逍遙學派，又译漫步学派（羅馬化：Perípatos），古希臘哲學學派，建立者為亞里士多德及其門下弟子。

## 历史
公元前336年马其顿的腓力二世去世，其子亚历山大大帝接替其王位，并于公元前335年摧毁底比斯城，希腊起而反抗马其顿。亚里士多德于该年放弃了其在马其顿的教职并返回雅典。由于柏拉图去世后柏拉图学院的教育者发生改变，亚里士多德没有回到柏拉图学院，而是在呂克昂（Lyceum）創立了自己的學校。其建筑包含柱廊（又称回廊），且亚里士多德与其学生常聚集于此，边散步（与名词回廊同词根的动词形式，指“漫步、围绕……散步”）边讨论学术，故而其学院被称为逍遥／漫步学派，其学派学者被称为逍遥／漫步派学者。